# Friendly Fires
Pour les articles homonymes, voir Fires.
Friendly Fires est un groupe de rock indépendant britannique, originaire de St Albans, Hertfordshire, en Angleterre. Il est signé sur le label XL Recordings. Le premier album éponyme du groupe est sorti le 1er septembre 2008. Le groupe est composé de Ed Macfarlane, Jack Savidge et de Edd Gibson. En live, ils sont accompagnés par Rob Lee.

## Biographie

### Débuts
Les Friendly Fires se rencontrent à l'école à St Albans. Alors âgés de 14 ans, les membres forment leur premier groupe de post-hardcore du nom de First Day Back, qui a tout de même existé jusqu'à l'entrée des membres du groupe à l'université. Pendant cette période, le chanteur Ed Macfarlane sort ses propres chansons (sous son vrai nom) sur le label de musique électronique Skam. Dès leur départ de l'université, ils créent un nouveau groupe d'inspiration plus dance, avec des mélodies qu'ils qualifient de « shoegazing de luxe ». Ils étaient devenus plus « pop ». Le nom Friendly Fires (en français : Tirs amicaux) vient d'une chanson de Section 25, sur le LP Always Now. Les influences musicales de Friendly Fires sont le label de techno allemand Kompakt, Carl Craig et Prince.
À la fin 2007, Friendly Fires est devenu le premier groupe sans label à participer à l'émission Transmission de la chaîne télévisée Channel 4. Le single intitulé Paris est nommé « single de la semaine » par le quotidien The Guardian, par le magazine NME, et aussi dans l'émission de Zane Lowe sur la BBC Radio 1. Le groupe s'est produit partout au Royaume-Uni, en Europe, au Japon, au Canada, au Mexique et aux États-Unis.

### Friendly Fires(2008–2011)
En mai 2008, le morceau On Board figure dans la pub pour le Wii Fit de Nintendo, diffusée sur les télévisions d'Amérique du Nord. On Board apparaît aussi dans la bande-annonce du jeu PlayStation 3 Gran Turismo 5. White Diamonds est utilisée lors d'un épisode de la deuxième saison de la série Gossip Girl. De plus, leurs chansons Lovesick et In the Hospital font partie de la bande originale du jeu Colin McRae: Dirt 2. Hurting ainsi que Hawaiian Air apparaissent dans la station de radio Horizon Pulse du jeu Forza Horizon sorti le 26 octobre 2012 sur Xbox 360.
L'album est certifié disque d'argent en Grande-Bretagne ; le groupe est aussi nommé dans la catégorie Best Breakthrough Award (qui récompense la révélation de l'année) lors des The South Bank Show Awards et dans la catégorie Best Dancefloor Filler (meilleur titre dancefloor) aux NME Awards. Friendly Fires était la deuxième tête d'affiche du NME Awards Tour en janvier et février 2009, jouant avec Glasvegas et les groupes White Lies et Florence and the Machine. En mars 2009, Friendly Fires joue avec White Lies à une tournée appelée NME Presents, soutenus par The Soft Pack.
Friendly Fires est réédité le 31 août 2009 dans une version comprenant l'album original paru en 2008 et un Dualdisc bonus avec : sur la face CD : 10 titres (le nouveau single Kiss of Life, des faces B, des remix) ; sur la face DVD : le concert donné par le groupe le 15 mai 2009 au Forum de Londres, plus quatre vidéos (Kiss of Life, Jump in the Pool, Skeleton Boy et Paris).

### Pala(depuis 2011)
Après trois ans d'attente, les Friendly Fires reviennent avec un nouvel album, intitulé Pala, sorti le 16 mai 2011 en Grande-Bretagne. Le titre de l'album est inspiré du nom d'une île présente dans le roman Île de l'auteur anglais Aldous Huxley. Le premier single, Live Those Days Tonight, est suivi d'un deuxième, Hawaiian Air. Le 16 août la même année, Friendly Fires annonce la mort du trompettiste Richard Turner, qui a contribué à leurs concerts. Turner meurt d'une crise cardiaque le 11 août 2011. À la fin 2011, Friendly Fires jouent leur plus grosse tournée britannique en date, démarrant par Brighton le 10 novembre, et jouant dans les grandes villes comme Birmingham, Newcastle, Glasgow et Londres. Une maladie infectieuse chez Ed Macfarlane freinent plusieurs de leurs concerts, qui seront reprogrammés pour décembre 2011.
Récemment[Quand ?], ils ont, pour la pub Gucci Guilty, fait une reprise de la chanson Strangelove de Depeche Mode. En 2016, Ed Macfarlane et Edd Gibson collaborent avec Jon Brooks (The Advisory Circle) sous le nom de The Pattern Forms et sortent l'album Peel Away the Ivy en octobre 2016. Le 25 septembre 2017, le groupe annonce sur Facebook un retour scénique à l'O2 Academy Brixton le 5 avril 2018.

## Discographie

### Albums studio
- 2008 : Friendly Fires (#37 UK[15]
- 2009 : Friendly Fires (Deluxe Edition)
- 2011 : Pala
- 2019 : Inflorescent

### EP
- 2006 : Photobooth
- 2007 : Cross the Line EP
- 2007 : The Remix EP

### Singles
- 2007 : On Board
- 2007 : Paris
- 2008 : Jump in the Pool (UK #57)[15]
- 2008 : Paris (ré-édition) (UK Indie #1)[15]
- 2009 : Skeleton Boy (UK #47)[15]
- 2009 : Kiss of Life
- 2011 : Live Those Days Tonight
- 2011 : Hawaiian Air
- 2019 : Silhouettes